# Famille Antoniazzi

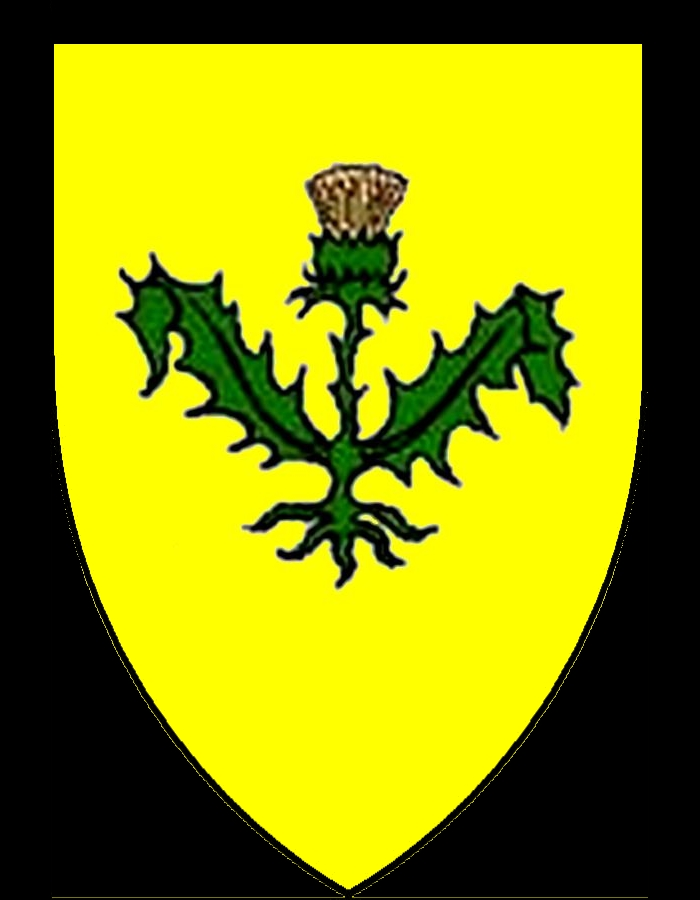
Armoiries de la Famille Antoniazzi, D'oro alla pianta di cardo fiorita, al naturale

La famille Antoniazzi est une famille noble italienne originaire de Monale,, dans la province d'Asti, dans la région du Piémont, dans le nord de l'Italie.
La légende familiale veut que la famille soit issue de l'empereur romain Antonin le Pieux.
Cette famille s'est investie au XIXe siècle dans la lutherie. Les violons « Antoniazzi », notamment ceux de Riccardo Antoniazzi (en) et de son frère Romeo Antoniazzi (en), sont réputés. Leur père, Gaetano Antoniazzi (en) a eu pour apprentis la plupart des luthiers réputés de l'époque.
La famille s'est éparpillée dans le monde entier pour fuir le régime fasciste mussolinien dans les années 1940[réf. nécessaire].